# Muggsy's First Sweetheart
Muggsy's First Sweetheart è un cortometraggio muto del 1910 diretto da David W. Griffith. Prodotto e distribuito dalla Biograph Company, il film - girato a Westfield, New Jersey - uscì nelle sale cinematografiche USA il 30 giugno 1910.

## Trama
Muggsy conosce Mabel fin da bambina, ma ora si rende conto che comincia a provare per lei qualcosa di diverso. Tutto elegante, si reca dai Brown per un appuntamento ma ha la sfortuna di andarsi a sedere su una sedia che il padre di Mabel ha verniciato quel pomeriggio. Risultato: parte del suo cappotto e dei pantaloni resta attaccato al mobile e il signor Brown, per rimediare, lo riveste con i suoi abiti, che sono tre taglie più grandi dei suoi. Così conciato, il povero Muggsy non è proprio a suo agio. Già deve sopportare il dileggio degli amici che lo vedono uscire con una ragazza; ora, in più, crede di aver perso per sempre Mabel, essendosi reso ridicolo. Sulla strada, incontra la sua bella e tutto sembra tornare sereno. I due vanno insieme verso casa ma vi trovano degli sconosciuti che stanno ammucchiando dei cesti per portarli via. Avendoli presi per ladri, Muggsy li butta fuori per poi scoprire che, in realtà, sono gli appartenenti di un comitato di volontari ai quali la signora Brown aveva permesso di prendere alcune cose in casa. Muggsy si sente di nuovo un cretino e il morale gli scende ai tacchi. Ma i Brown, invece, lo ringraziano e lo nominano eroe del giorno quando scoprono che dentro le ceste ci sono anche alcune delle loro cose più preziose.

## Produzione
Il film fu prodotto dalla Biograph Company e venne girato a Westfield, nel New Jersey.

## Distribuzione
Distribuito dalla Biograph Company, il film - un cortometraggio in una bobina - uscì nelle sale cinematografiche statunitensi il 30 giugno 1910.
Nel 2009, la Classic Video Streams lo ha pubblicato masterizzato in DVD.